# Chandler Zavala
Chandler Zavala (Boynton Beach, 2 aprile 1999) è un giocatore di football americano statunitense che milita nel ruolo di offensive guard per i Carolina Panthers della National Football League (NFL).

## Carriera

### Carolina Panthers
Zavala al college giocò a football alla Fairmont State University (2017-2020) e alla North Carolina State University (2021-2022). Fu scelto nel corso del quarto giro (114º assoluto) del Draft NFL 2023 dai Carolina Panthers. Debuttò come professionista partendo come titolare nella gara del primo turno contro gli Atlanta Falcons. Nella settimana 5 contro i Detroit Lions subì un infortunio al collo nel primo quarto, venendo ricoverato in ospedale. La sua prima stagione si chiuse con 10 presenze, 5 delle quali come titolare.